# Comuna de Kamieniec Ząbkowicki
Kamieniec Ząbkowicki (polaco: Gmina Kamieniec Ząbkowicki) é uma gminy (comuna) na Polónia, na voivodia de Baixa Silésia e no condado de Ząbkowicki. A sede do condado é a cidade de Kamieniec Ząbkowicki.
De acordo com os censos de 2004, a comuna tem 8828 habitantes, com uma densidade 91,7 hab/km².

## Área
Estende-se por uma área de 96,24 km², incluindo:
- área agricola: 74%
- área florestal: 6%

## Demografia
Dados de 30 de Junho 2004:
|                      | Total   | Total | Mulheres | Mulheres | Homens  | Homens |
| -------------------- | ------- | ----- | -------- | -------- | ------- | ------ |
|                      | pessoas | %     | pessoas  | %        | pessoas | %      |
| População            | 8828    | 100   | 4542     | 51,4     | 4286    | 48,6   |
| Densidade (pop./km²) | 91,7    | 100   | 47,2     | 47,2     | 44,5    | 44,5   |

De acordo com dados de 2002, o rendimento médio per capita ascendia a 1272,2 zł.

## Subdivisões
- Byczeń, Chałupki, Doboszowice, Kamieniec Ząbkowicki, Mrokocin, Ożary, Pomianów Górny, Sławęcin, Sosnowa, Starczów, Suszka, Śrem, Topola.

## Comunas vizinhas
- Bardo, Paczków, Ząbkowice Śląskie, Ziębice, Złoty Stok